# Вернер Берґенґрюн
Вернер Берґенґрюн (нім. Werner Bergengruen, повне ім'я — Вернер Макс Оскар Пауль Берґенґрюн (нім. Werner Max Oskar Paul Bergengruen); 16 вересня 1892, Рига, Ліфляндська губернія, Російська імперія — 4 вересня 1964, Баден-Баден, Німеччина) — німецький письменник-прозаїк, поет, перекладач та журналіст.

## Життєпис
Вернер Берґенґрюн народився 16 вересня 1892 року в Ризі, Латвія, у сім'ї лікаря шведського походження Пауля Еміля (17 липня 1861-29 вересня 1945) та Гелени Анни Берґенґрюн (5 березня 1863-20 липня 1945). Пізніше родина переїхала у Німеччину, оселившись у Любеку, де й пройшли дитячі та юнацькі роки Берґенґрюна.
З 1903 по 1908 роки навчався у гімназії Катарінеум, Любек а з 1908 по 1910 роки гімназію Філліпінум у Марбурзі .

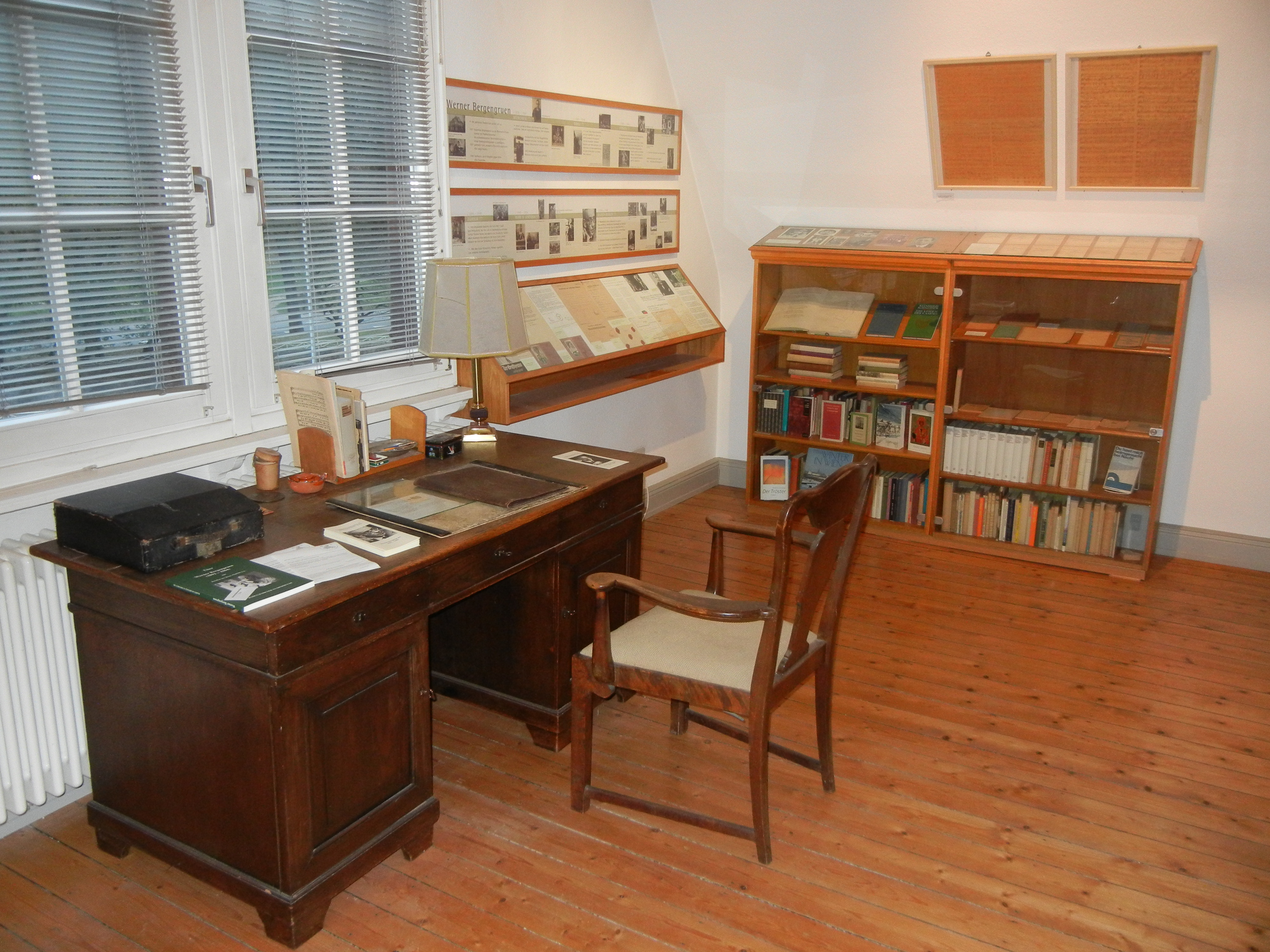
Кабінет у Баден-Бадені

Берґенґрюн у 1911 році почав вивчати теологію у Марбурзькому університеті, але незабаром перевівся на факультети германістики та історії мистецтв. Проте Берґенґрюн перервав навчання, так і не отримавши диплома, і переїхав у Мюнхен.
Брав участь у Першій світовій війні, був добровольцем, у званні лейтенанта. У 1918 році служив корнетом у Прибалтійському ландесвері — армії балтійських німців, що брала участь у війні Латвії проти Радянської Росії
З 1920 року займався журналістикою, працював у Тільзиті, Мемелі та Берліні. Працював у 1922 році в Берлінському часописі «Східний інформатор».
У 1923 році почав писати новели і короткі розповіді. 1925 році Берґенґрюн став редактором «Балтийського листка».
У 1927 році Берґенґрюн вирішив стати професійним письменником. Друкується під псевдонімом Wolfgang Peter. Після приходу до влади нацистського режиму — був його противником.
У 1936 році Берґенґрюн, котрий народився в сім'ї лютеран, разом із дружиною офіційно переходить до римо-католицької церкви.
У 1942 році його будинок у Мюнхені був розбомблений прямо в ході бомбардувань німецьких міст Британськими Королівськими ВПС. Того ж року Берґенґрюн переїхав у Тіроль, пізніше — Рим.
Після Другої світової війни, до 1958 року, мешкав у Швейцарії, у Цюріху, а потім у Римі (1948—1949). Пізніше оселився у Баден-Бадені, де помер у 1964 році.
Вернер Берґенґрюн помер 4 вересня 1964 року в Баден-Бадені, похований на міському цвинтарі.

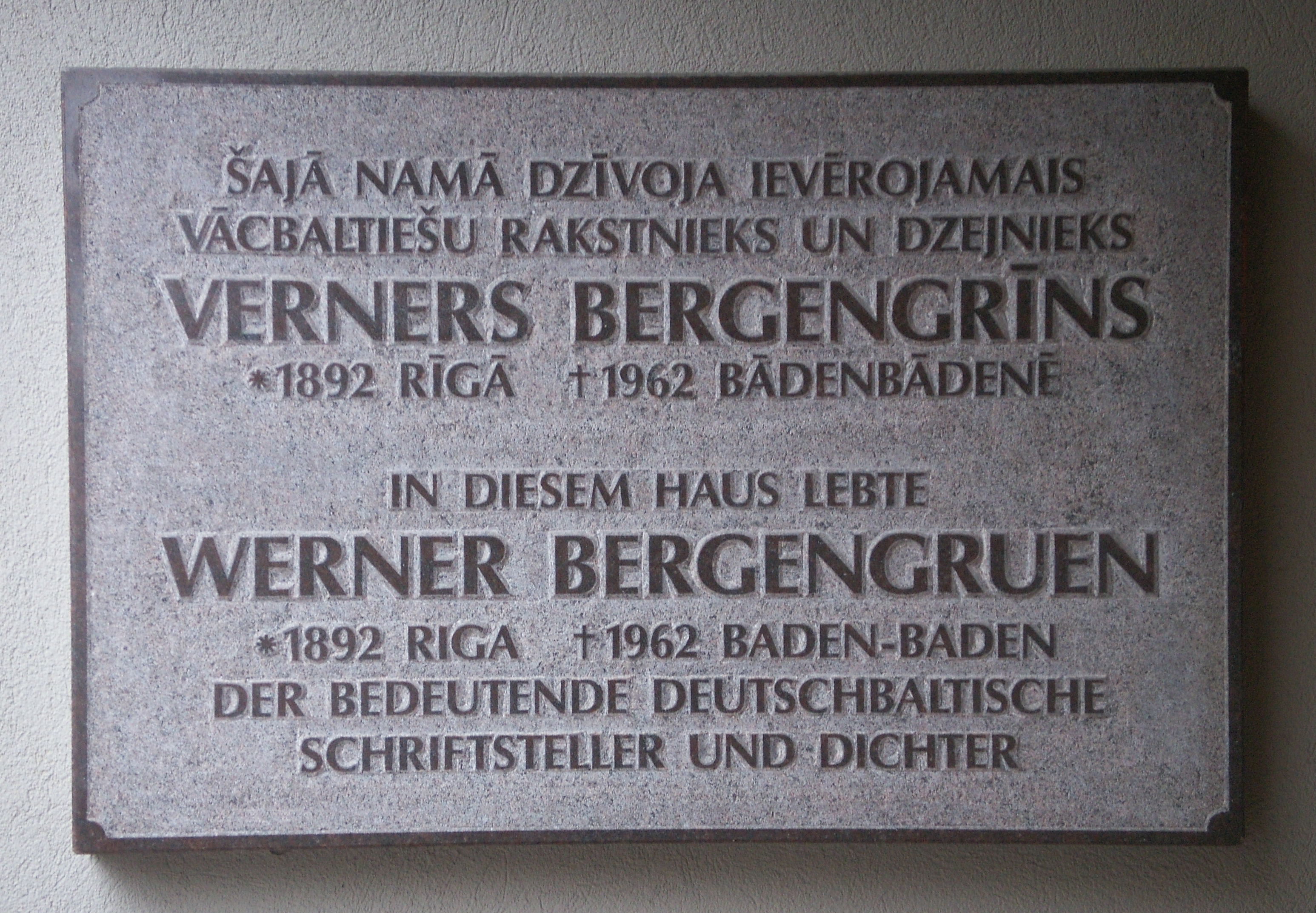
Пам'ятна дошка на будинку де мешкав Берґенґрюн у Ризі

## Сім'я
У 1919 році одружився, у Марбурзі, із Шарлоттою Гензель ((нім.), 1896—1990), дочкою математика Курта Гензеля, який був праправнуком відомого єврейсько-німецького філософа і засновника руху Гаскала («єврейського просвітництва») Мозеса Мендельсона. У шлюбі народилося четверо дітей —— сини Олаф (нар.1920) та Александер (нар.1930), а також дочки — Луїза (нар.1924) та Марія (нар.1928).

## Вибрані твори
- 1926: «Великий Алкагест»
- 1927: «Імперія у руїнах»
- 1930: «Герцог Карл» Сміливий"
- 1931: «Золотий грифель»
- 1933: «Випробування вогнем» (повість)
- 1935: «Велика тиранія і суд» (роман)
- 1937: «Три соколи» (новела)
- 1939: «Смерть у Ревелі»
- 1940: «Як на небі, так і на землі» (роман)
- 1945: «Судний день»
- 1946: «Таємниця сповіді»
- 1949: «Лунина»
- 1955: «Близнюки з Франції»
- 1955: «Генерал»
- 1959: «Гнів, час і вічність»
- 1962: «Третій вінок» (роман)

## Премії та нагороди
- 1951 — Премія Вільгельма Раабе
- 1958 — почесний доктор філософського факультету Мюнхенського університету Людвіга-Максиміліана.
- 1962 — Премія пам'яті Шиллера